# Begonia palmata
Espèce
Synonymes
- Begonia bowringiana Champ. ex Benth.[1]
- Begonia crassisetulosa (Irmsch.) F.A.Barkley & Golding[1]
- Begonia edulis var. henryi H.Lév.[1]
- Begonia ferruginea Hayata[1]
- Begonia laciniata Roxb.[1] [2]
- Begonia palmata var. bowringiana (Champ. ex Benth.) Golding & Kareg.[1]
- Begonia randaiensis Sasaki[1]
- Doratometra bowringiana (Champ. ex Benth.) Seem.[1]

Begonia palmata est une espèce de plantes de la famille des Begoniaceae. Ce bégonia est originaire d'Asie. L'espèce fait partie de la section Platycentrum. Elle a été décrite en 1825 par David Don (1799-1841). L'épithète spécifique palmata signifie « palmée ». 

## Description

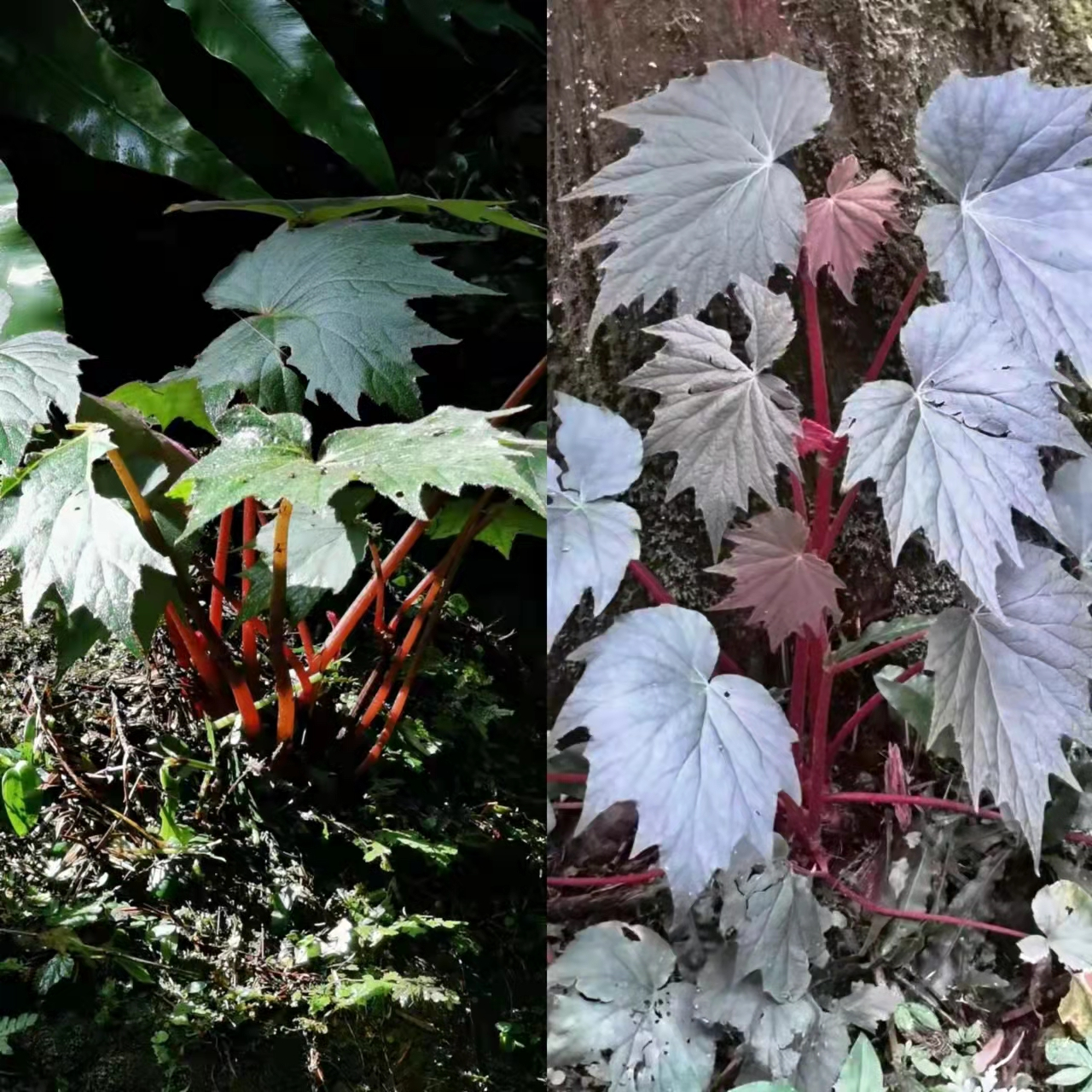
Feuilles basales et caulinaires
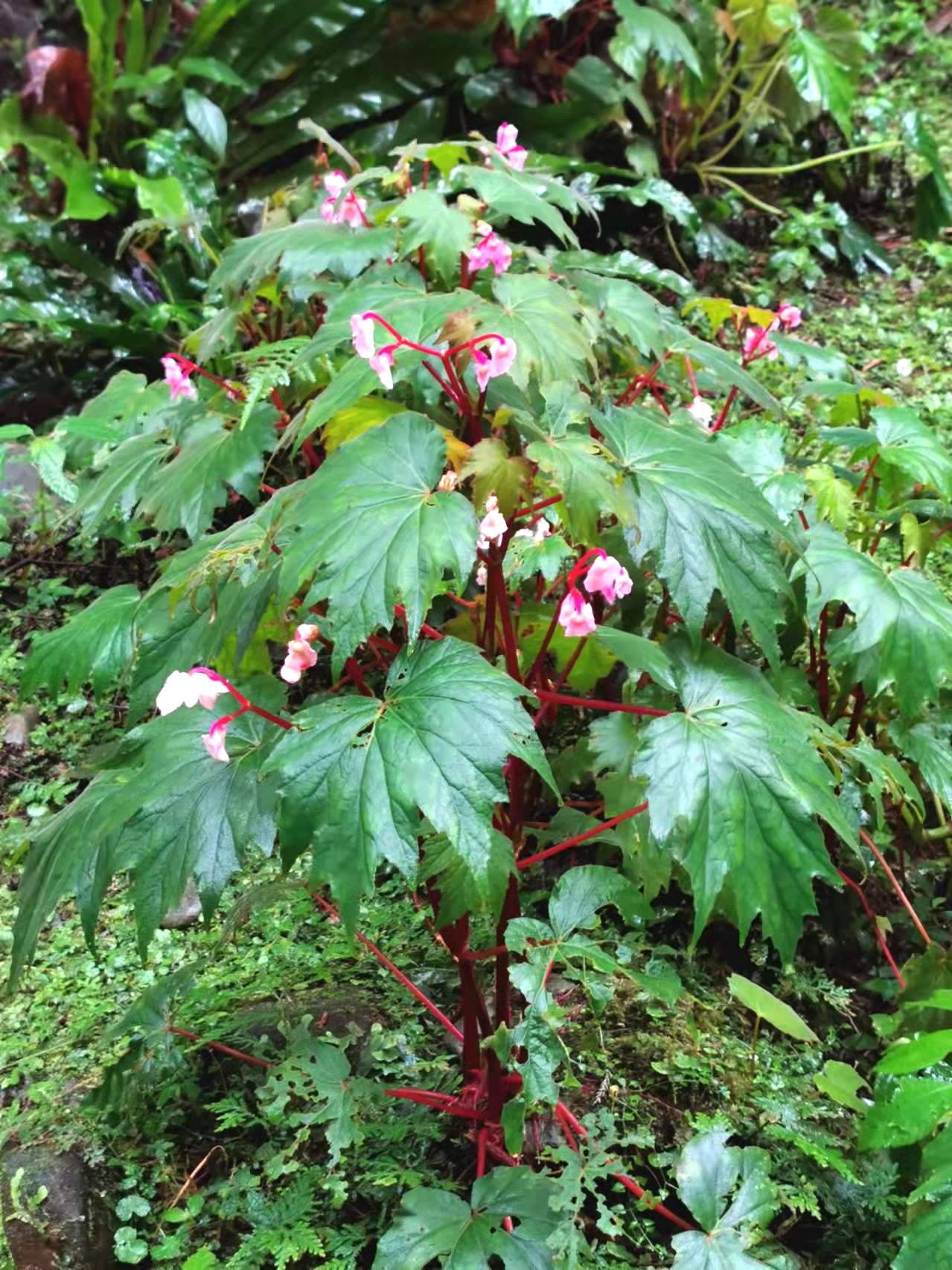
Les fleurs poussent sur les tiges dressées (prise après la pluie). B. palmata est monoïque.
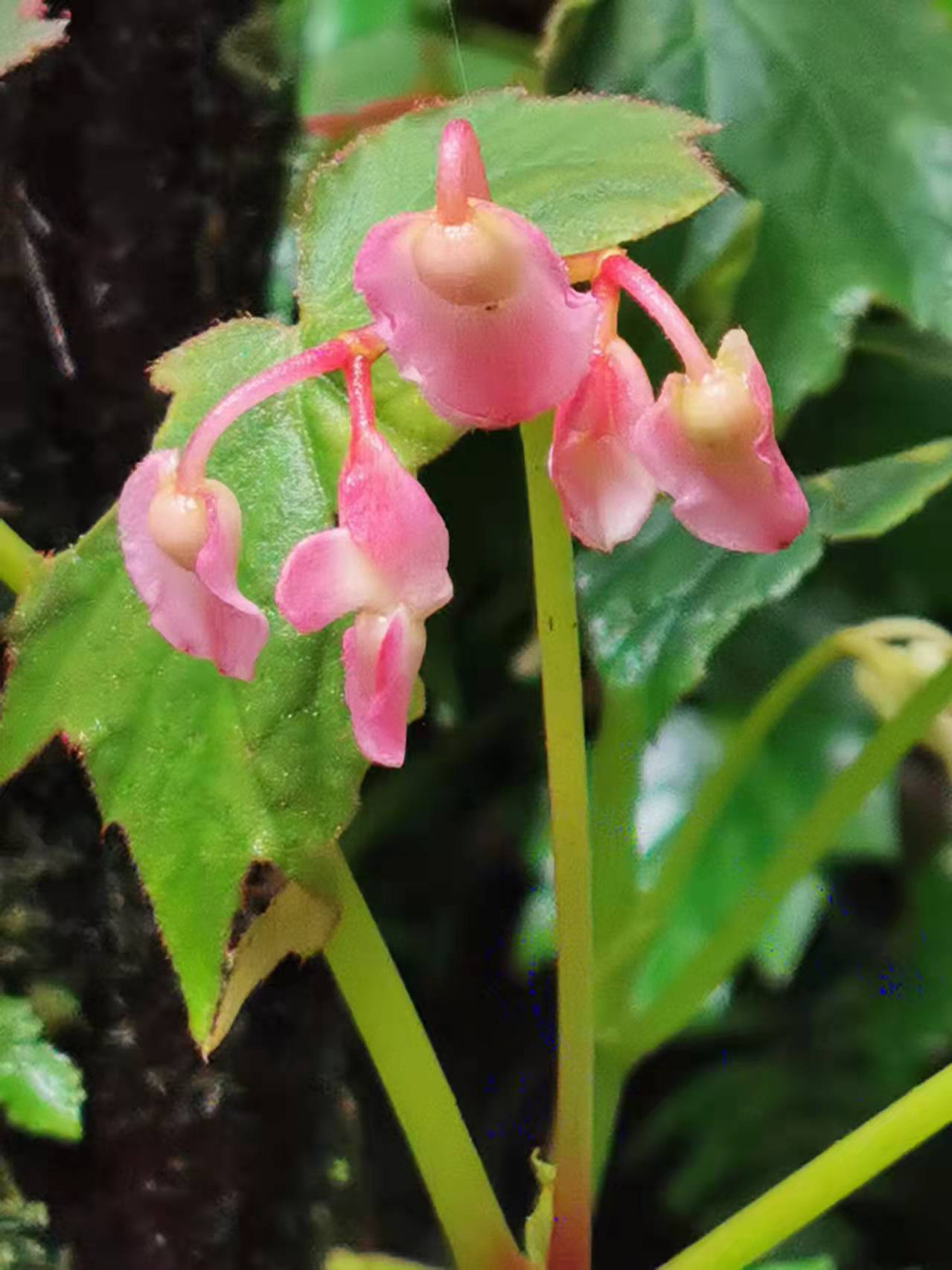
Inflorescence dichotomique. Ovaire à trois ailes, les ailes dorsales sont beaucoup plus longues que les flancs.
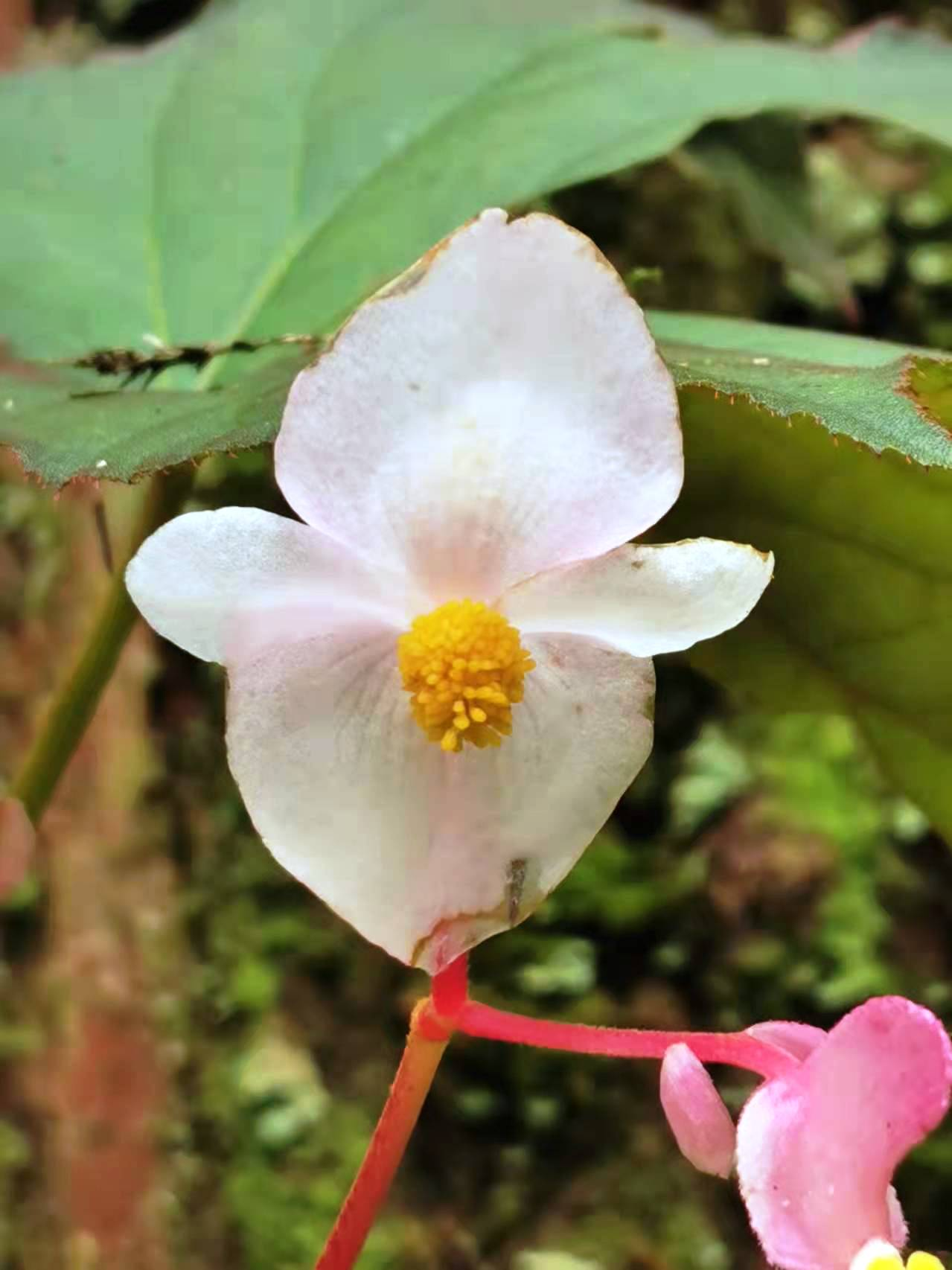
La fleur mâle a 4 tépales et la fleur femelle 5.
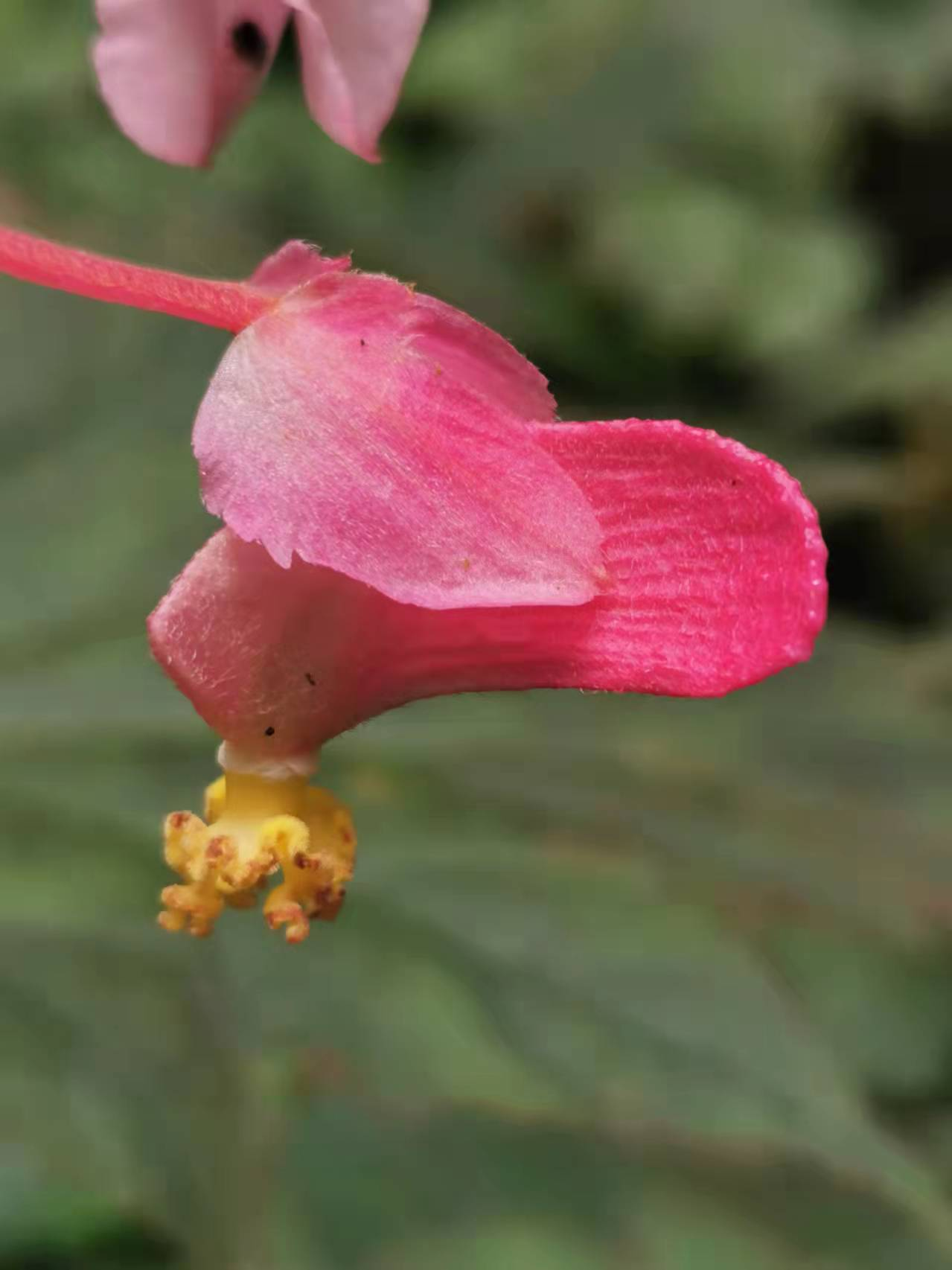
Les capsules ont trois ailes, les ailes dorsales sont beaucoup plus longues que les flancs.
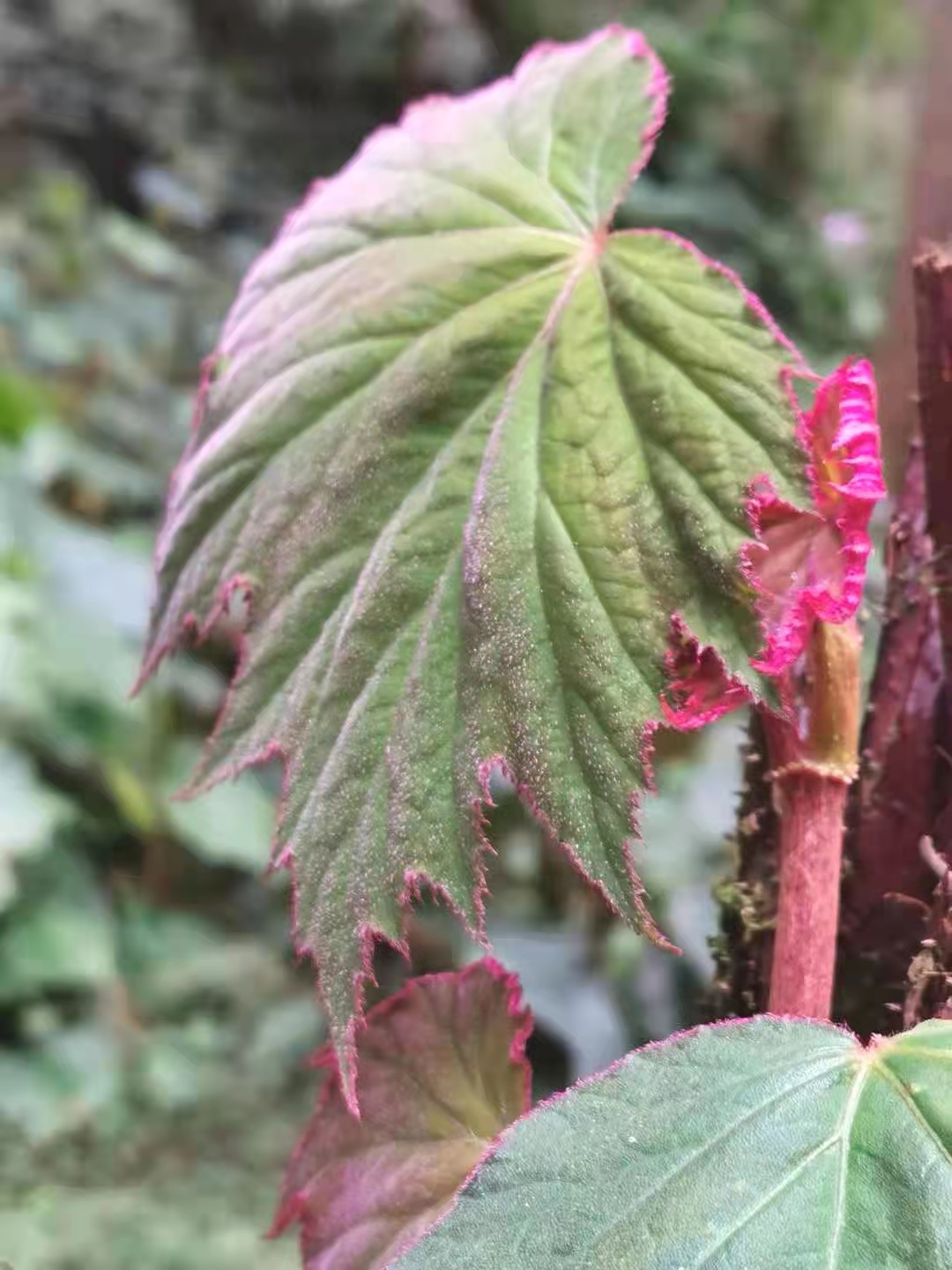
Jeune feuille tomenteuse
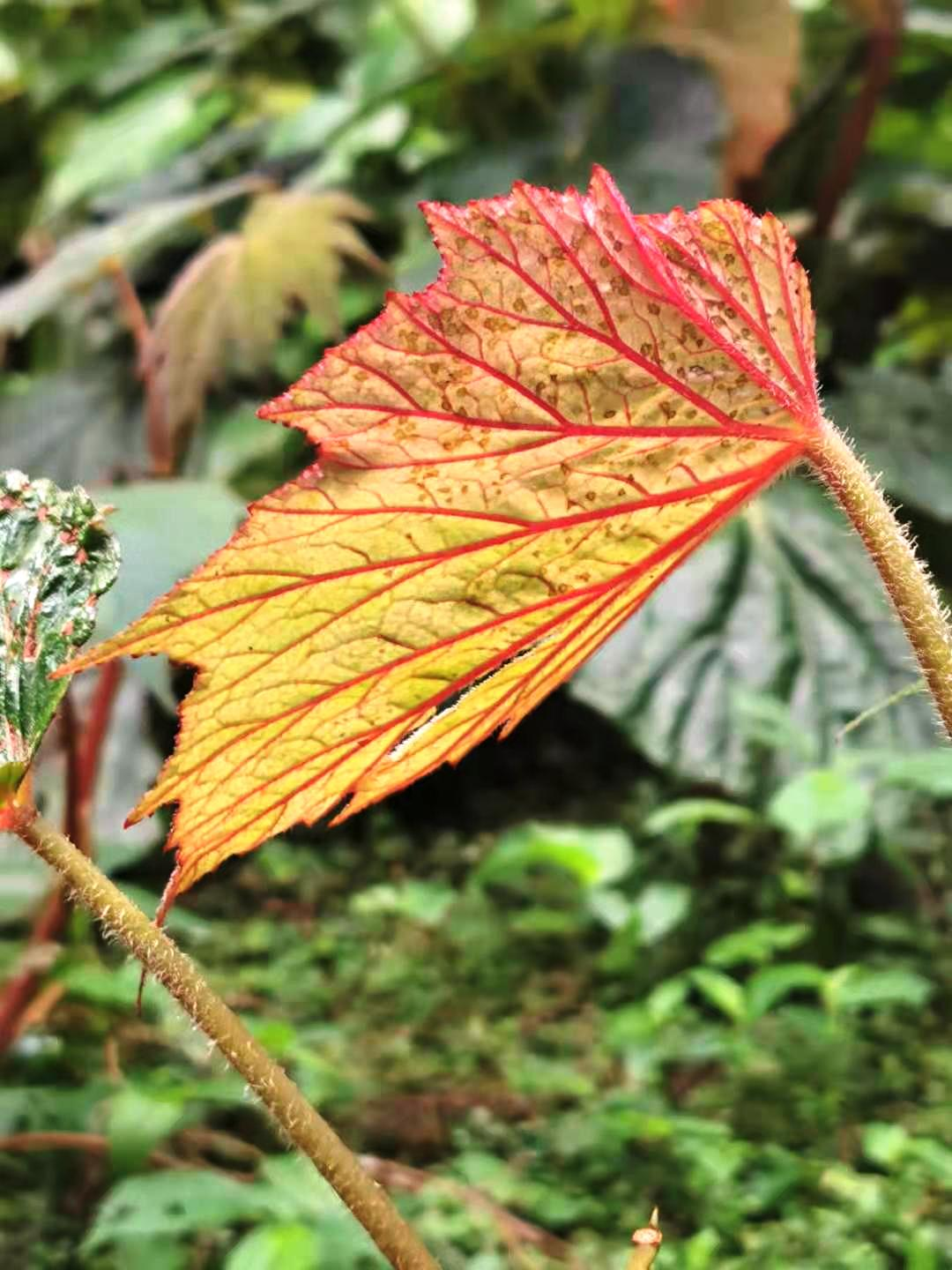
Dos de feuille au soleil
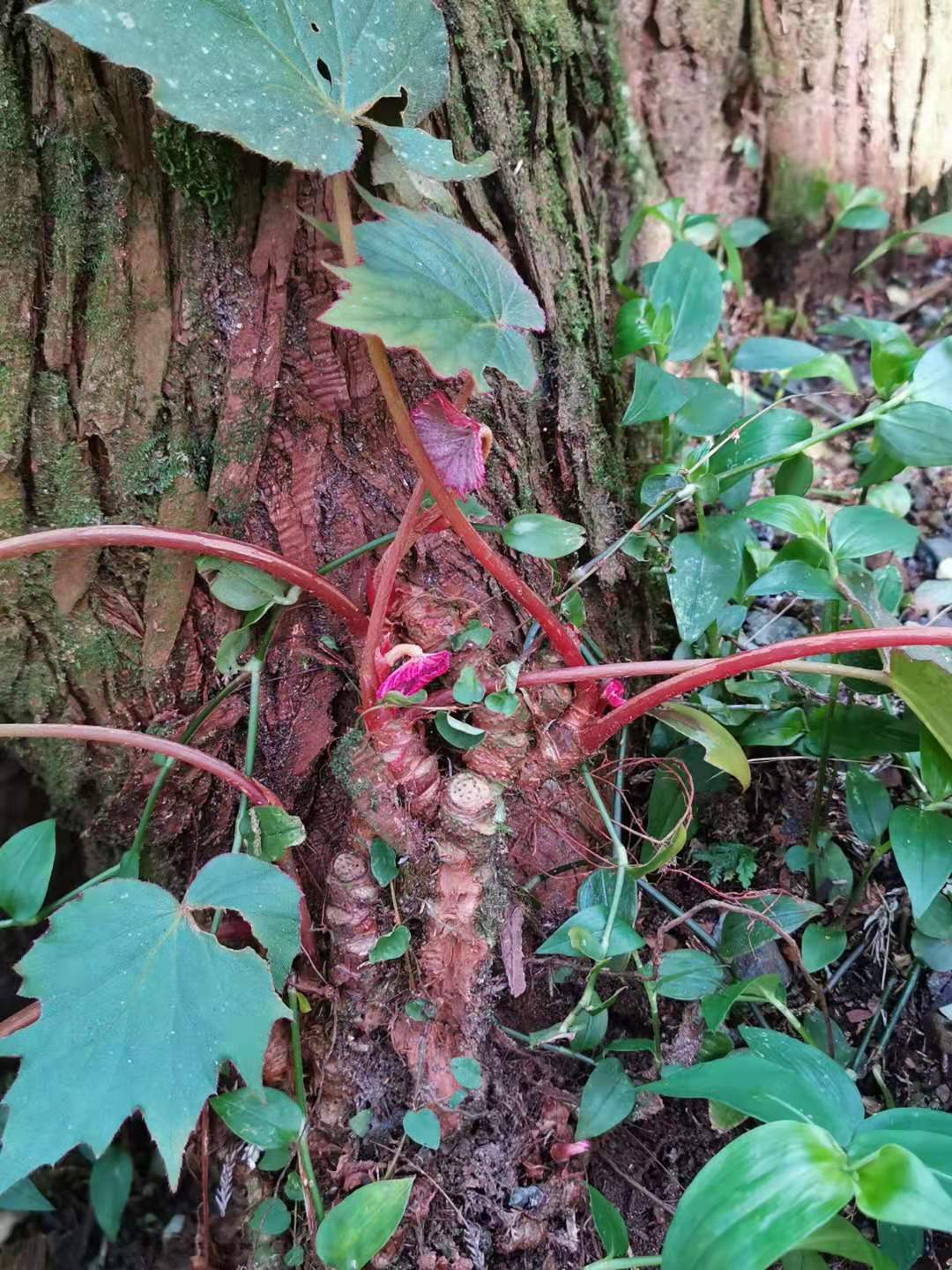
B. palmata a de gros rhizomes.

## Répartition géographique
Cette espèce est originaire des pays suivants : Chine ; Inde ; Laos ; Myanmar ; Népal ; Thaïlande ; Viet Nam.

## Liste des variétés
Selon NCBI (21 février 2017) :
- variété Begonia palmata var. bowringiana

Selon Tropicos (21 février 2017) (Attention liste brute contenant possiblement des synonymes) :
- variété Begonia palmata var. bowringiana (Champ. ex Benth.) Golding & Kareg.
- variété Begonia palmata var. crassisetulosa (Irmsch.) Golding & Kareg.
- variété Begonia palmata var. difformis (Irmsch.) Golding & Kareg.
- variété Begonia palmata var. gamblei H. Hara
- variété Begonia palmata var. khasiana Golding & Kareg.
- variété Begonia palmata var. laevifolia (Irmsch.) Golding & Kareg.
- variété Begonia palmata var. palmata
- variété Begonia palmata var. principalis Golding & Kareg.